# Tirolita
La tirolita es un mineral de la clase de los minerales fosfatos, arseniatos y vanadatos (según la clasificación de Strunz). Fue descubierta en 1845 en Falkenstein, en el valle del río Eno, en la región del Tirol (Austria), siendo nombrada así por esta región y del griego Λίθος litos -piedra-. Sinónimos poco usados son: afrocalcocita, kupafrita, leirocroíta, tyrolita o tricalcita.

## Características físicas químicas
Es un arseniato hidroxilado e hidratado de calcio y cobre con aniones adicionales de carbonato e hidroxilo. Además de los elementos de su fórmula, suele llevar como impureza azufre. Se conocen varios politipos. Se encuentra como cristales laminares agrupados frecuentemente en forma subparalela. Presenta una exfoliación perfecta, y brillo intenso en los planos de exfoliación. las superficies exteriores suelen ser mates por alteración.

## Formación y yacimientos
Es un mineral secundario relativamente frecuente encontrado en la zona de oxidación de los yacimientos hidrotermales del cobre, típicamente formado por la alteración de la tennantita y de la tetraedrita arsenical. Suele encontrarse asociado a otros minerales secundarios, especialmente a malaquita, azurita, brochantita, eritrina o crisocola. Entre los yacimientos más notables está la mina de Altenberg, en Carintia (Austria). En la mina Delfina, en Ortiguero, Asturias (España) se han encontrado ejemplares con grandes cristales, que se consideran entre los mejores del mundo para esta especie.